# René Bauwens
René Bauwens (11 de març de 1894 – 1959) va ser un nedador i waterpolista belga que va competir durant la dècada de 1920.
El 1920 va prendre part en els Jocs Olímpics d'Anvers, on va disputar els relleus 4x200 metres lliures del programa de natació. Quedà eliminat en sèries. En aquests mateixos Jocs disputà la competició de waterpolo, en què guanyà la medalla de plata. El 1928, a Amsterdam, fou cinquè en la competició de waterpolo.